# Baronesa (Santa Luzia)

Baronesa é um bairro do município de Santa Luzia, localizado em Minas Gerais. Esse bairro é conhecido por ter logradouros temáticos, onde as avenidas recebem nomes de continentes, como Avenida Oceania e Avenida Europa, enquanto as ruas recebem nomes de países do mundo, como Rua Líbia, Rua Suécia, Rua Nigéria, entre outros.
A Baronesa Maria Alexandrina de Almeida, uma grande benemérita da cidade, foi homenageada pelos empreendedores do bairro, que deram o nome do bairro o título de Maria Alexandrina, "Baronesa", como forma de reconhecimento pelos seus feitos. 
O bairro está situado a sul do Distrito de São Benedito, e foi criado em 1977, fazendo divisa com os bairros Luxemburgo, Londrina, Chácaras Santa Inés e Chácaras Del Rey, além do município de Belo Horizonte.